# デル・テクノロジーズ
デル・テクノロジーズ（Dell Technologies）は、アメリカ合衆国の多国籍コンピュータテクノロジー企業。世界最大級のテクノロジー企業であり、コンピュータおよび関連製品・サービスの開発・販売・修理・サポートを行っている他、米国および世界各国で16万5000人以上の従業員を雇用している（2020年版アニュアルレポート）。社名は創業者のマイケル・デルにちなむ。
日本法人は、東京都千代田区大手町 Otemachi Oneタワーに本社を置くデル・テクノロジーズ株式会社（1989年6月設立、1993年営業開始）。代表取締役社長は大塚俊彦。

## 概説
デルは、パーソナルコンピュータ（PC）、サーバー、データストレージデバイス、ネットワークスイッチ、ソフトウェア、コンピュータ周辺機器、HDTV、カメラ、プリンター、MP3プレーヤー、他のメーカーが製造した電子機器などを販売している。同社は、サプライチェーン管理と電子商取引における革新的な技術で知られており、特に直販モデルと、顧客の仕様に合わせて構成された個々のPCを製造して納品する「受注生産」または「構成して納品する」アプローチで知られている。デルは、創業当初は純粋なハードウェアベンダーであったが、2009年にPerot Systems社を買収し、ITサービス市場に参入した。同社はその後、ストレージとネットワークシステムの追加買収を行い、コンピュータのみの提供から、企業顧客向けの完全なソリューションの提供へとポートフォリオを拡大することを目指している。
デルは2014年までフォーチュン500リストの51位にランクインしていた。2013年に非公開化した後は、財務情報の新たな機密性により、フォーチュン誌のランキングにランクインすることができなくなった。2015年には、レノボ、ヒューレット・パッカード（HP）に次ぐ世界第3位のPCベンダーとなった。デルはPCモニターの世界最大の出荷量を誇っている。フォーチュン誌によると、デルはテキサス州で総売上高で6番目に大きい企業である。テキサス州の非石油企業ではAT&Tに次いで2番目に大きく、グレーターオースティン地域では最大の企業である。2013年10月30日に終了したレバレッジド・バイアウトで非公開化されるまでは、株式公開企業（NASDAQ: DELL）であり、NASDAQ-100およびS&P 500の構成銘柄でもあった。
2015年、デルはエンタープライズ・テクノロジー企業のEMC Corporation（現Dell EMC）を買収した。買収完了後、デルとEMCはデル・テクノロジーズの一部門（子会社）となった。
2018年、デルは、総収益で米国最大の企業の2018 フォーチュン500ランキングで35位に位置付けた。
2020年、デルとEMCが合併してDell Technologiesが発足。

## 歴史
テキサス大学の学生であったマイケル・デルが、1984年にパソコン保守を行う会社「PC's Limited」として創業した。IBM PC互換機は部品レベルで規格化され誰もがパソコンを製造できたことを利用し、パソコンの製造販売に乗り出す。ゲートウェイ2000（現ゲートウェイ）と並んで、中間業者（卸売業など）を排した直接販売スタイル（ダイレクト・モデル）であり、ネット直売であり、しかも在庫を持たない注文生産（BTO）であることが特徴。最新のスペックのパソコンをはじめ製品を安価に提供し、且つ希望通りのスペックのパソコンを購入できる（店頭では、その場で持ち帰ることのできるモデルも用意されている。テレビや新聞広告などの通販用にカスタマイズ出来ないモデルも有る。）。現在、世界で販売台数はトップクラスである。デル・リアルサイトと呼ばれる直営店や一部の家電量販店でも、パソコンの受注販売を行っている。
2008年以降、ITソリューションプロバイダーへの変革を掲げ、総額約180億ドルの投資を通じて、エンタープライズ向けソリューションの買収及び研究開発に取り組んできている。
これにより、パソコン・タブレットといったエンドポイントだけでなく、データセンターの基盤となるサーバ、ストレージ、ネットワークといったハードウェアから、ITインフラ向けソフトウェアやビッグデータ解析ソフトウェア、セキュリティソリューションに至るまでを取り扱う総合IT企業となった。
2013年10月に、マイケル・デル会長兼最高経営責任者とグローバル投資会社のシルバーレイク社によるデル社の株式非公開化を完了した。
2021年4月15日、Dell TechnologiesはVMware株を株主にスピンアウトし、両社は少なくとも5年間大きな変更なしに事業を継続すると報告した。

### 買収企業
2015年
- EMCコーポレーション：世界最大のストレージ機器開発企業

2014年
- StatSoft, Inc.：ビッグデータ分析ソフトウェア（現：Dell Statistica）

2013年 
世界最大のストレージ機器開発企業 Enstratius：エンタープライズ向けのクラウド管理ソフトウェアおよびサービス
2012年
- AppAssure：仮想化クラウドインフラストラクチャー
- SonicWALL：ネットワークセキュリティと データ保護
- Wyse Technology：クラウド・クライアント・コンピューティング/シンクライアント/デクトップ仮想化
- Clerity Solutions：アプリケーション合理化ソリューションサービス
- Make Technologies：ソフトウェアアプリケーション合理化とサービス
- Quest Software：データベースの管理・保護、認証、監視などのソフトウェア
- Gale Technologies：インフラ自動化ソフトウェア
- Credant Technologies：データ保護（暗号化）

2011年
- SecureWorks：マネージド・セキュリティ・サービス、脅威対策、リスクコンサルティングサービス
- RNA Networks：「メモリクラウド」を構築するソフトウェア
- Force 10 Networks：データセンター向けネットワーク

2010年
- KACE：リモートシステム管理アプライアンス
- Exanet Assets：クラスターされたNASストレージ
- Scalent：物理および仮想化リソース両方の単一の管理ポイント
- Ocarina Networks：ストレージ圧縮技術と重複排除
- Boomi：SaaS 環境向け統合ツールとコンサルティングサービス
- Compellent Technologies：複数階層ストレージアーキテクチュアのインテリジェントなインフラおよび管理
- InSiteOne, Inc.：クラウドベースの医療アーカイビング - ヘルスケア関係のクライアントに対して医療診断画像管理ソリューション

2009年
- Allin：マイクロソフトITコンサルティングとソリューション
- Perot Systems：クラウド・コンサルティングサービス

2008年
- The Network Storage Company：データストレージコンサルティング
- MessageOne：リモートメール管理、SaaSの連続とアーカイブ

2007年
- Silverback Technologies：ITリモートモニタリング、サーバ、ストレージ、ネットワーク、デスクトップ、ノートPCを含む情報管理に関するソフトウェア
- ZING Systems：常時接続オーディオ、および エンターテイメントデバイス
- ASAP Software：ソフトウェアソリューション、ライセンスサービス
- EqualLogic：仮想化向け高性能SAN iSCSIストレージとソリューション
- Everdream：SaaSサービスとして配信されるデバイス管理の配布

2006年
- ALIENWARE：ハイパフォーマンスなゲームPCを提供するコンピューターメーカー
- ACS Limited：IT 事業への投資に関するアプリケーション管理サービス展開ならびにインフラコンサルティング

## 製品

### 個人向け
個人向けノートパソコン
- Inspiron（エントリー/メインストリーム）
- XPS（プレミアムシリーズ）
- G（ゲーミングノート）
- ALIENWARE（ハイパフォーマンス・ゲーミングノート）

個人向けデスクトップパソコン
- Inspiron
- XPS
- G（ゲーミングデスクトップ）
- ALIENWARE（ハイパフォーマンス・ゲーミングデスクトップ）

個人向けタブレット
周辺機器およびソフトウェア

### 法人向け
法人向けノートパソコン
- Latitude
- Vostro
- Chromebook

法人向けデスクトップパソコン
- OptiPlex
- Vostro
- Dimension（かつて存在したブランド）

ワークステーション
- Precision（ノートブック）
- Precision（デスクトップ）

法人向けタブレット製品
周辺機器およびソフトウェア
法人向けソリューション
サーバ：PowerEdge
- タワーサーバ
- ラックサーバ
- コンバージドプラットフォーム
- クラウド向けサーバ（Cシリーズ）

ストレージ：Dell Storage
- Software-Defined（ソフトウェア定義）ストレージ
- ネットワーク接続型
- 直接接続型
- ディスクバックアップ
- テープバックアップ
- バックアップ/リカバリ、およびアーカイブ

ネットワーク：Dell Networking

## サポート

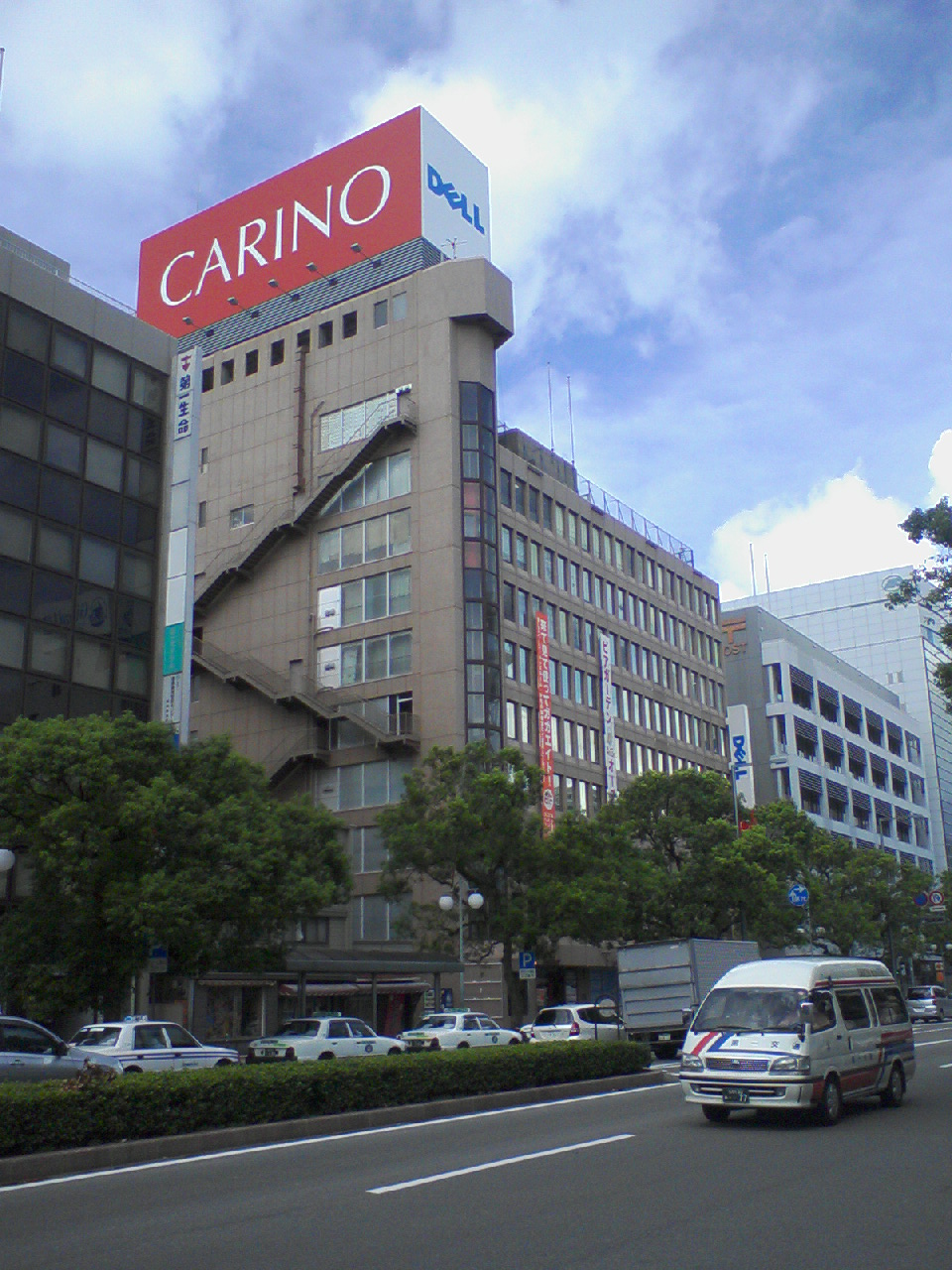
デル宮崎カスタマーセンター（カリーノ宮崎）

日本国内向けには、宮崎県宮崎市の「デル宮崎カスタマーセンター(MCC)」と神奈川県川崎市の本社ビル内の2拠点に加え、中国の現地法人の大連市のコールセンターの計3拠点で、サポートを行っている。購入後には電話や電子メールでのサポートを行っており、他社と比べエンジニアと直接話し問題解決につながることを売りとしている。コンシューマー製品の標準サポートは主に大連市のコールセンターで対応し、法人向けパソコン製品や有償の個人向けサポートは宮崎県のカスタマーサポートセンターで対応している。なお、購入時のサービスとサポートは、その契約内容（選択が可能である）によってサポート内容が異なる。

## 沿革

### 世界
- 1984年 1000ドルの資金を元に創業
- 1986年 業界最高速のパソコンをコムデックスに出展
- 1987年 初の海外進出でイギリスへ
- 1993年 日本での販売を開始
- 1994年 ノートパソコン市場に参入
- 1996年 サーバ市場に参入。インターネット販売を開始
- 2003年 社名を「Dell Computer Corporation」から「Dell Inc.」へ変更。
- 2005年 64ビットサーバ（IA64Itaniumを用いた）市場から撤退を表明
- 2008年 Ubuntu搭載PCの発売を開始
- 2022年 ロシアのウクライナ侵攻により、2月にロシア、ベラルーシ、ドネツク・ルガンスク地域、およびすでに禁輸措置が取られているクリミアでのサービス・サポートを中止。8月中旬にロシアでの全ての業務を停止[8][9]。

### 日本
- 1988年1月 日本での連絡事務所を開設
- 1989年1月 デルファーイースト株式会社を設立。
- 1992年9月 デルファーイースト株式会社からデルコンピュータ株式会社に商号変更。
- 1993年1月 日本での販売を開始
- 1994年7月 コンピュータ・メーカーとして日本初の「24時間年中無休テクニカルサポート」を開始
- 1996年7月 インターネットにデルコンピュータ株式会社のホームページを開設(www.dell.com/jp/)
- 1997年
  - 1月 日本法人本社を、神奈川県川崎市幸区のソリッドスクエアに移転。
  - 3月 最新テクノロジを搭載した個人・SOHO向けの新デスクトップシリーズ「Dimension XPS」を日本市場に投入
  - 3月 オンラインショップ「デル・オンライン・ストア」を開設、インターネットによる直販を開始
  - 9月 サーバ市場に本格参入、「PowerEdge 2200/4200」発表
  - 9月 法人のお客様のより高度なカスタム仕様に工場内で対応する「デルプラス(現：カスタム ファクトリー インテグレーション」サービスを開始
- 1998年11月 エンタープライズ・システム向けストレージ製品「PowerVault」シリーズを発表、ストレージ市場に新規参入
- 1999年
  - 5月 企業向けクライアント全製品ラインで新たに3年間の無償出張修理サービスを標準でサポート
  - 6月 SAN(ストレージ・エリア・ネットワーク)ソリューション向け製品群を発売
  - 6月 NAS(ネットワーク接続型ストレージ)製品を発売
- 2000年
  - 4月 コンピュータのオンライン・コマースでは初めて企業向けリースの審査を完全自動化
  - 5月 サーバ製品「PowerEdge」シリーズの全製品ラインでLinux搭載モデルの販売を開始
  - 5月 事故によるPCの損害を保証する新サービス「CompleteCare(フルサポート・サービス)」の提供を開始
  - 5月 関西地区に国内2拠点目のロジスティクス・センター「関西DLC(デル・ロジスティクス・センター)」を開設
  - 5月 電話でのユーザーサポートに、音声認識システムを導入
  - 7月 ユーザーがインターネット上で修理状況を自動検索できるサービス「引き取り修理ステータス」を開始
  - 7月 デル製品の展示・直販スペース「Dell Real Site(デル・リアル・サイト)」を開始
  - 11月 個人・SOHO、中小企業向けノートブックで、業界初の出張修理サービス「翌営業日オンサイト保守サービス」を開始
  - 12月 電話テクニカルサポートにCTIによる新システムを導入
  - 12月 サーバ・ストレージ製品向け4時間対応保守サービスの対象地域を全国に拡大
- 2001年
  - 1月 ノートブック「Inspiron」で、海外での出張修理サービスを開始
  - 2月 官公庁／教育機関／医療機関向け専属営業組織を発足
  - 4月 SOHO、中小企業、大企業の部門向けサーバ「PowerEdge SC」シリーズを発売
  - 5月 中国・厦門(アモイ)の生産拠点「チャイナ・カスタマー・センター(CCC)」で、日本向け一部製品の生産を開始
  - 6月 業界で初めて、企業顧客向け専用ホームページのECサイト上でレンタル／リースの見積もり・申し込みを完全自動化
  - 8月 顧客のシステム環境を再現し、徹底した動作検証を行うデル・テクノロジー・ソリューション・センター(DTSC)が正式稼動
  - 8月 ERP(統合基幹業務システム)市場へ本格的に参入し、インフラ構築のためのコンサルティングサービスを提供開始、SAPコンピテンスセンターを開設
- 2002年
  - 5月 法人向けクライアント製品で、障害が起きた当日に出張修理を行なう「当日対応オンサイト保守サービス」の提供を開始
  - 10月 中国・大連に日本法人の業務サポート拠点を開設
- 2003年
  - 4月 小型・軽量プロジェクタ「Dell 3200MP」の販売を開始し、プロジェクタ市場に参入
  - 4月 「PowerConnectTM (パワーコネクト)」シリーズ3製品の販売を開始し、ネットワークスイッチ市場に参入
  - 12月 アメリカ本社の社名変更にあわせて、日本法人も「デルコンピュータ株式会社」から「デル株式会社」へ商号変更。
- 2004年
  - 4月 国内IAサーバ市場で首位を獲得(2004年1月～3月期)
  - 6月 プリンタ事業に参入
- 2005年
  - 2月 サーバ・ストレージ製品の保守サービスを管制する「エンタープライズ コマンド センター(Enterprise Command Center)」を開設
  - 11月 宮崎カスタマーセンターを開設
- 2006年
  - 4月 ジム・メリットが代表取締役社長に就任
  - 7月 カラーレーザープリンタ市場に参入
- 2007年
  - 6月 「Dimension」シリーズ廃止。個人向けPC「Inspiron」を大幅に刷新し、8色のカラーを展開。
  - 7月 ビックカメラとの国内初のパソコン販売業務の提携で、日本市場における初の小売販売をスタート
  - 7月 スモールビジネスの成長を支えるPCの新ブランド「Vostro」を発表
  - 10月 ソフマップとのパソコン販売業務の提携を発表
  - 11月 ベスト電器とのパソコン販売業務の提携を発表
  - 12月 デル初のタブレットPC「Latitude XT」を発売
  - 12月 さくらやとのパソコン販売業務の提携を発表
- 2008年
  - 2月 西日本支社を開設
  - 8月 東日本支社を開設、支社内にソリューション・イノベーション・センターをオープン（現 デル ソリューションセンター
- 2009年
  - 2月 組織改編により4事業部体制へ（大規模企業、中小規模企業、公共、コンシューマ）
  - 11月「ALIENWARE」製品を国内で発売
- 2010年12月 Androidタブレット「Dell Streak 001DL」発売
- 2011年11月 アルミの素材感を活かした洗練されたデザインの「XPS 14z」発売
- 2012年1月 他社製ソフトウェアの操作方法なども24時間サポートする「Dellプレミアム電話サポート」開始
- 2021年8月 デル株式会社とEMCジャパン株式会社を統合し、デル・テクノロジーズ株式会社を設立。本社を東京都千代田区大手町 Otemachi Oneタワーに移転